# Kurt Hasse
Kurt Hasse (7 de febrero de 1907-9 de enero de 1944) fue un oficial de caballería y jinete alemán que compitió en la modalidad de salto ecuestre.
Participó en los Juegos Olímpicos de Berlín 1936, obteniendo dos medallas de oro, en las pruebas individual y por equipos. Falleció en combate con el grado de mayor luchando en el Frente Oriental en la Unión Soviética durante la Segunda Guerra Mundial.

## Palmarés internacional
| Juegos Olímpicos | Juegos Olímpicos  | Juegos Olímpicos | Juegos Olímpicos |
| Año              | Lugar             | Medalla          | Categoría        |
| ---------------- | ----------------- | ---------------- | ---------------- |
| 1936             | Berlín (Alemania) | Medalla de oro   | Individual       |
| 1936             | Berlín (Alemania) | Medalla de oro   | Por equipos      |